# Litigorgia eximia
Litigorgia eximia is een zachte koraalsoort uit de familie Gorgoniidae. De koraalsoort komt uit het geslacht Litigorgia. Litigorgia eximia werd in 1868 voor het eerst wetenschappelijk beschreven door Verrill. 